# Der Jud (1918–1929)
Der Jud, Der Jid (jid. ‏דער יוד‎) – żydowski dziennik wydawany w języku jidysz w Warszawie, od 5 grudnia 1918 roku do 14 lipca 1929 roku.
Początkowo był to tygodnik, założony z inicjatywy chasydów Ger. Z czasem stał się organem Żydów ortodoksyjnych związanych z Agudat Israel, w 1919 roku stał się dziennikiem. Wydawcą pisma był Mojżesz Deutscher, a redaktorem Hillel Seidman. Kontynuacją dziennika było czasopismo „Dos Jidisze Togblat”. 